# Národní úložiště šedé literatury
Národní úložiště šedé literatury (NUŠL) je digitální repozitář, jehož cílem je shromažďovat, uchovávat a zveřejňovat šedou literaturu vyprodukovanou na území České republiky. V současné době je provozovatelem systému Národní technická knihovna. 

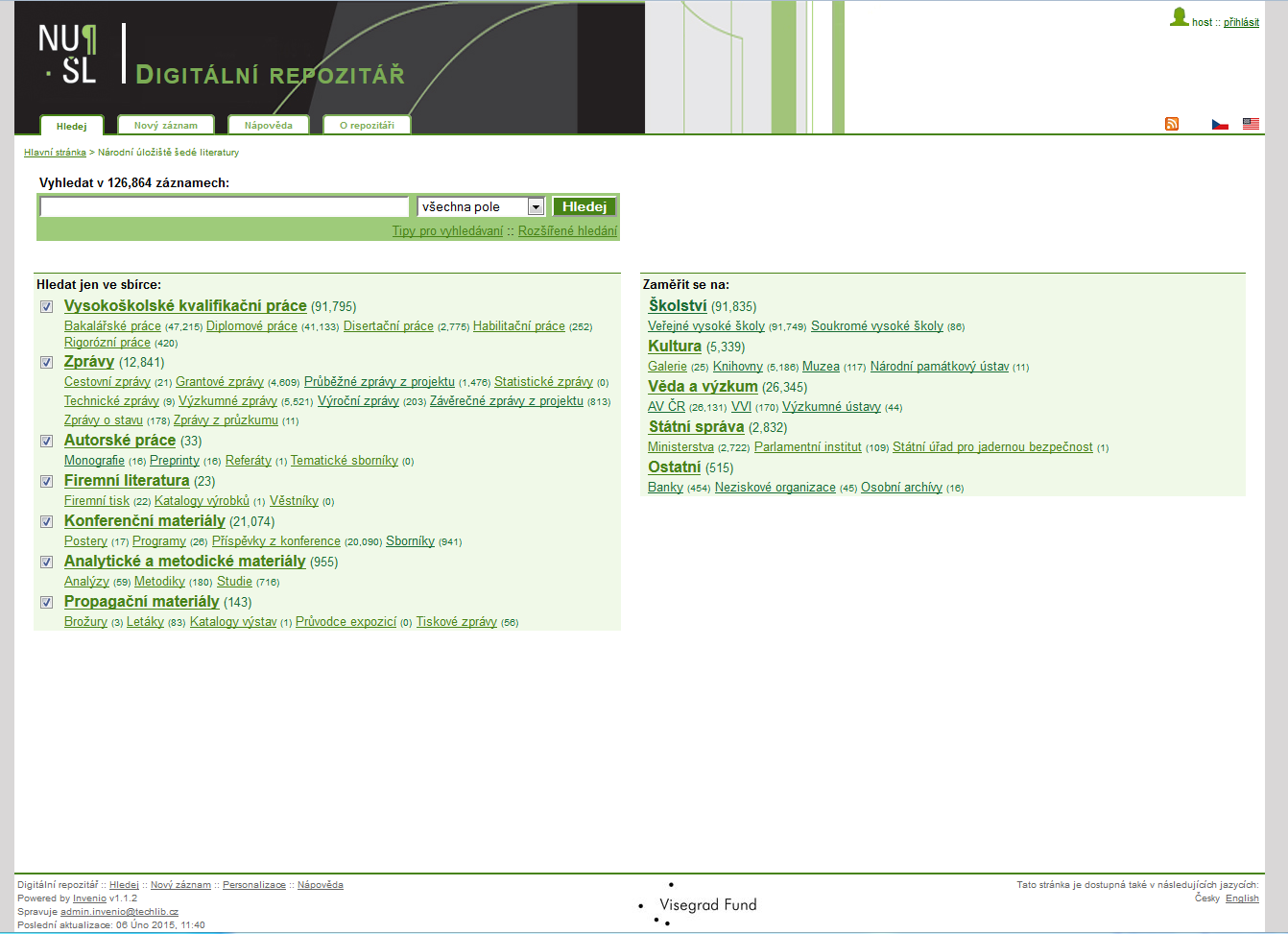
Digitální repozitář NUŠL

## Vznik
NUŠL vznikl v rámci projektu "Digitální knihovna pro šedou literaturu – funkční model a pilotní realizace" financovaného Ministerstvem školství ČR, který probíhal v letech 2008–2011 a na jehož řešení se spolupodílela Národní technická knihovna a Vysoká škola ekonomická v Praze. 
- První etapa (duben 2008 – červen 2009)
- Druhá etapa (červenec 2009 – září 2010)
- Třetí etapa (červenec 2010 – prosinec 2011)

## Rozhraní

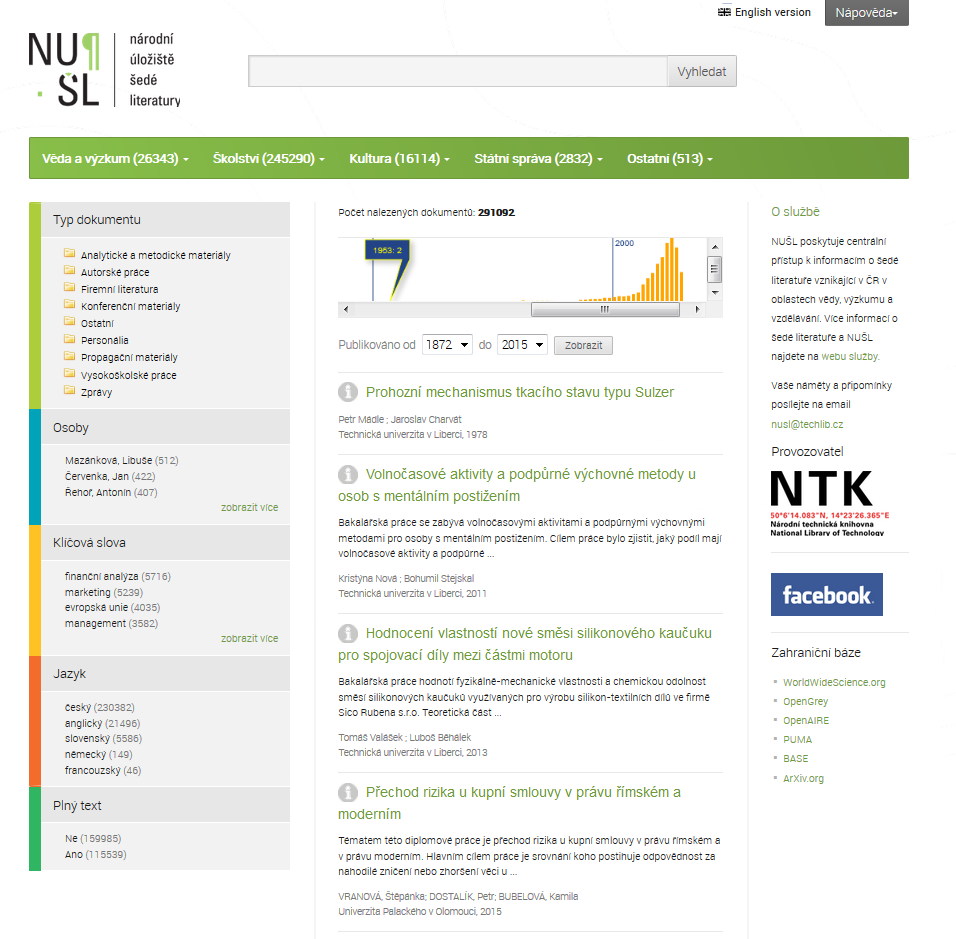
Centrální rozhraní NUŠL

Uživatelé mohou přistupovat do NUŠLu prostřednictvím dvou rozhraní, a to Centrálního rozhraní NUŠL a Digitálního repozitáře NUŠL.

### Digitální repozitář NUŠL
Digitální repozitář je provozován v softwaru Invenio (dříve CDS Invenio), který byl vyvinut jako open-source ve švýcarském CERNu. Rozhraní je dostupné v českém a anglickém jazyce.

### Centrální rozhraní NUŠL
Centrální rozhraní funguje jako integrující indexační a vyhledávací systém nad Digitálním repozitářem NUŠL a dalšími spolupracujícími repozitáři. V rámci tohoto rozhraní mohou kromě jednoduchého vyhledávacího řádku a třídění dle instituce využít i filtrování výsledků podle typu dokumentu, osob,  klíčových slov, jazyka a dostupnosti plného textu. K dispozici je také omezení podle data zveřejnění, které jde nastavit buď na časové ose, nebo v polích pod ní. Toto rozhraní je také dostupné v českém a anglickém jazyce. Centrální rozhraní NUŠL využívá softwaru FAST ESP společnosti Microsoft.
V rámci centrálního rozhraní je k dispozici přes 291 000 záznamů (stav k únoru 2015) z více než 60 organizací.

## Typologie dokumentů
Typologie dokumentů jak je viditelná na hlavní straně Digitálního repozitáře:

## Spolupracující instituce

### Způsoby spolupráce
Instituce zveřejňující své dokumenty prostřednictvím Národního úložiště šedé literatury mohou navázat spolupráci několika způsoby:
1. Instituce má vlastní repozitář nebo obdobný systém, odkud chce data exportovat do NUŠLu.
  - Metadata jsou sklízena do Digitálního repozitáře NUŠL pomocí protokolu OAI-PMH.
  - Metadata jsou sklizena a napojena na Centrální rozhraní NUŠL, ale metadata nejsou archivována v digitálním repozitáři.
  - Metadata jsou do NUŠLu dodávána dávkově.
2. Instituce vkládá záznamy a dokumenty přímo do repozitře NUŠL (v systému Invenio).[1]

### Typologie spolupracujících institucí
Typologie institucí přispívajících do Národního úložiště šedé literatury je zřetelná na úvodní straně repozitáře (v systému Invenio), kde je vidět dělení sbírek v systému jednak podle typu dokumentu a jednak podle vkládající instituce.
- Školství
  - Soukromé VŠ
  - Veřejné VŠ
- Kultura
  - Knihovny
  - Galerie
  - Muzea
    - Národní památkový ústav
- Věda a výzkum
  - Akademie věd ČR
  - Výzkumné ústavy
  - VVI (Veřejná výzkumná instituce)
- Státní správa
  - Ministerstva
  - Státní úřad pro jadernou bezpečnost
  - Parlamentní institut
- Ostatní
  - Banky
  - Osobní archívy
  - Neziskové organizace